# Spravedlivá válka
Teorie spravedlivé války (latinsky bellum iustum) je etická doktrína římského filosofického a katolického původu, která je studována morálními teology a etiky, přičemž doktrína stanoví, že válka musí splňovat určitá filosofická, teologická nebo politická kritéria.

## Původ a historie
Indický epos Mahábhárata nabízí jednu z prvně napsaných debat o spravedlivé válce. V Mahabarátě se jeden z pěti vládnoucích bratrů ptá, zda utrpení způsobené válkou může být ospravedlněno a následně je vedena diskuse mezi sourozenci zavádející kritéria proporcionality, spravedlivých prostředků, spravedlivého důvodu a zacházení se zajatci a zraněnými.

## Kritéria spravedlivé války
Teorie spravedlivé války předpokládá dva druhy kritérií pro posouzení spravedlnosti války. První spadají pod ius ad bellum (právo na válku - oprávněnost vedení války tou kterou stranou), druhé ius in bello (právo ve válce - přiměřenost způsobu, kterým je válka vedena).